# Bohartia tenuis
Bohartia tenuis là một loài ruồi trong họ Asilidae. Bohartia tenuis được Adisoemarto & Wood miêu tả khoa học lần đầu tiên năm 1975. Loài này phân bố ở vùng Tân Bắc giới.